# Reichstagswahl 1893
- SPD: 44
- DtVP: 11
- Unabh. Lib.: 2
- FVp: 24
- FVg: 13
- NLP: 52
- Minderheiten: 28
- BB: 4
- DHP: 7
- Z: 96
- DRP: 28
- DKP: 72
- Antisemiten: 16

Die Ergebnisse der Reichstagswahl nach Wahlkreisen, einschließlich späterer Nachwahlen. Die Nummerierung der Wahlkreise entspricht der der Tabelle.

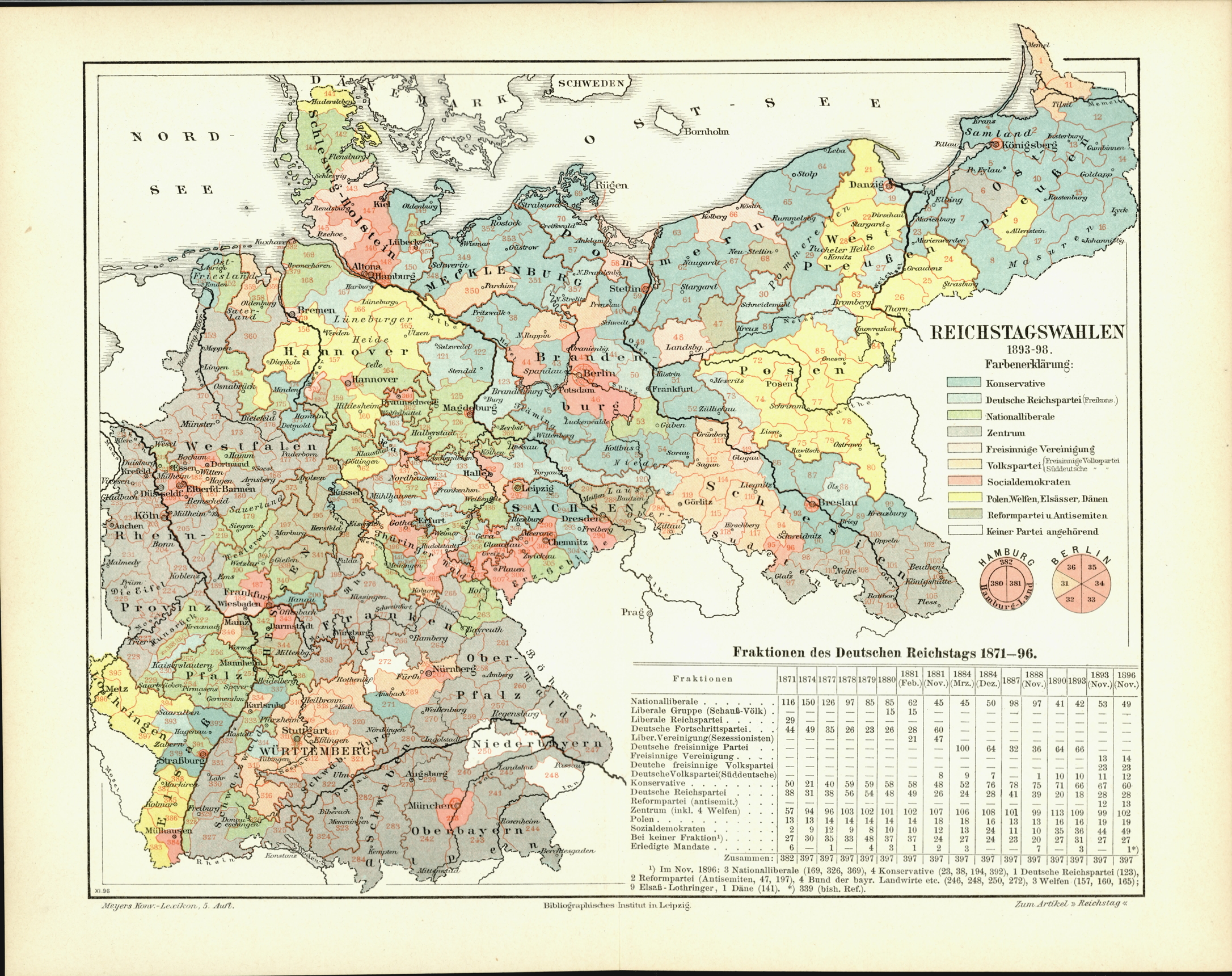
Ergebnisse der Reichstagswahl 1893 in einer historischen Karte (einschließlich später erfolgter Nachwahlen)

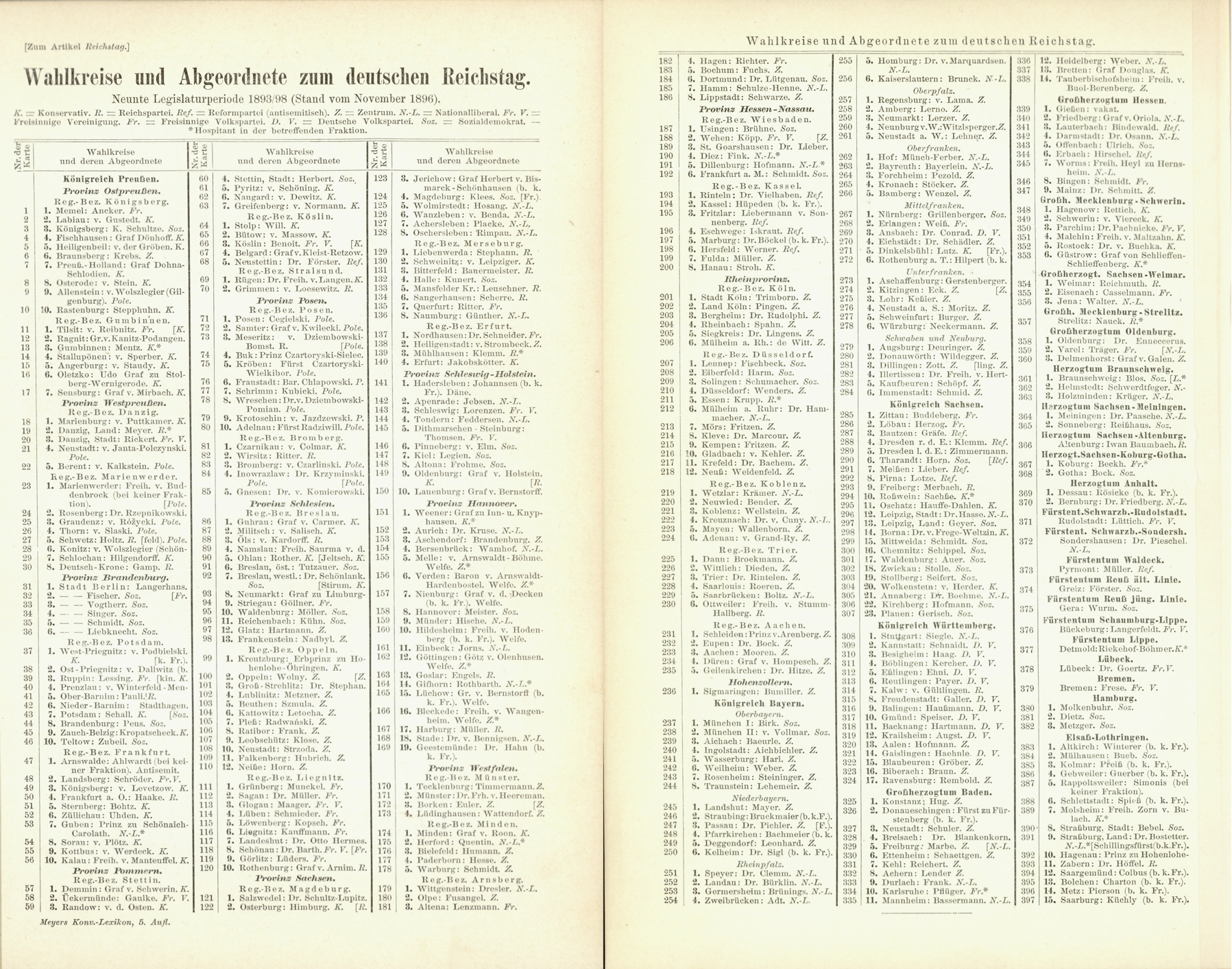
Auflistung der 397 gewählten Abgeordneten nach Wahlkreisen

Druckfrische vorläufige Wahlergebnisse von Köln: 48 Centrum, 5 elsässische Protestler, 3 Antisemiten, 1 Däne…

Vorläufige Ergebnisse im Deutschen Reich, u. a. Bamberg: Wenzel (ultr.), Halberstadt: Stichwahl, Prenzlau: Winterfeldt (cons.) - Kölnische Zeitung 17. Juni 1893

Die Reichstagswahl 1893 war die Wahl zum 9. Deutschen Reichstag. Sie fand am 15. Juni 1893 statt.
Die Wahlbeteiligung lag bei etwas über 72 % und damit unwesentlich höher als bei der Reichstagswahl 1890.
Die Wahl war notwendig geworden, nachdem der Reichstag auf Wunsch von Reichskanzler Leo von Caprivi am 6. Mai 1893 aufgelöst worden war. Wie schon bei der Reichstagsauflösung 1887 war eine Heeresvorlage der Regierung der Anlass für die Auflösung. Caprivi hatte eine erneute Erhöhung der Heeresstärke auf rund 500.000 Mann geplant und war damit im Reichstag gescheitert: Sozialdemokraten, eine Mehrheit des Zentrums und ein Teil der Freisinnigen Partei lehnten die Vorlage ab. Die Freisinnigen spalteten sich daraufhin in die Freisinnige Volkspartei und die Freisinnige Vereinigung auf.
Die Wahl endete mit einem knappen Sieg für die regierungstreuen sogenannten „Kartellparteien“ (Deutschkonservative, Freikonservative und Nationalliberale). Erneut zulegen konnten die inzwischen vom Sozialistengesetz befreiten Sozialdemokraten, die nach Stimmenanteil nun deutlich stärkste Partei waren, und die Antisemiten, die daraufhin erstmals eine Fraktion bildeten. Letztere konnten vor allem in der preußischen Provinz Hessen-Nassau, im Großherzogtum Hessen, in Ost- und Mittel-Sachsen und vereinzelt in der Neumark und Hinterpommern Mandate gewinnen. In Niederbayern und Mittelfranken konnte der Bayerische Bauernbund, der als Interessenvertretung der bayerischen Landwirtschaft in Reaktion auf die durch Reichskanzler Caprivi initiierte Niedrigzoll-Politik gegründet worden war, vier Wahlkreise gewinnen. Verluste mussten die gespaltenen Liberalen hinnehmen. Insgesamt war der Reichstag zunehmend zersplittert. Durch das weitere Ausbleiben einer Wahlkreisreform führte das Mehrheitswahlrecht zu starken Verzerrungen zwischen tatsächlichem Stimmenanteil und Fraktionsgröße.
Erst- und einmalig war auch ein nationalpolnischer Kandidat, Anton von Wolszlegier in einem ostpreußischen Wahlkreis (Allenstein) erfolgreich.
Der neue Reichstag nahm die Heeresvorlage der Regierung schließlich mit knapper Mehrheit (201 Stimmen) an.

## Ergebnisse
| Politische Richtung            | Politische Richtung            | Parteien                          | Parteien | Wählerstimmen | Wählerstimmen | Wählerstimmen | Gewonnene Wahlkreise | Gewonnene Wahlkreise | Gewonnene Wahlkreise |
| ------------------------------ | ------------------------------ | --------------------------------- | -------- | ------------- | ------------- | ------------- | -------------------- | -------------------- | -------------------- |
| Politische Richtung            | Politische Richtung            | Parteien                          | Parteien | in Mio.       | Anteil        | ggüb. 1890    | absolut              | Anteil               | ggüb. 1890           |
| Konservative                   | Konservative                   | Deutschkonservative Partei (DKP)  |          | 1,038         | 13,5 %        | +1,1 %        | 72                   | 18,1 %               | −1 ▼                 |
| Konservative                   | Konservative                   | Deutsche Reichspartei (DRP)       |          | 0,438         | 5,7 %         | −1,0 %        | 28                   | 7,1 %                | +8 ▲                 |
| Liberale                       | Rechts-                        | Nationalliberale Partei (NLP)     |          | 0,997         | 13,0 %        | −3,3 %        | 52                   | 13,2 %               | +11 ▲                |
| Liberale                       |                                | Unabhängige Liberale              |          | n/a           | n/a           | n/a           | 2                    | 0,5 %                | −1 ▼                 |
| Liberale                       | gemäßigt                       | Freisinnige Vereinigung (FVg)     |          | 0,258         | 3,4 %         | (−3,9 %)      | 13                   | 3,3 %                | (−29) ▼              |
| Liberale                       | Links-                         | Freisinnige Volkspartei (FVp)     |          | 0,666         | 8,7 %         | (−3,9 %)      | 241)                 | 6,0 %                | (−29) ▼              |
| Liberale                       | Links-                         | Deutsche Volkspartei (DtVP)       |          | 0,167         | 2,2 %         | +0,2 %        | 11                   | 2,8 %                | +1 ▲                 |
| Katholiken                     | Katholiken                     | Zentrumspartei                    |          | 1,469         | 19,1 %        | +0,5 %        | 96                   | 24,2 %               | −10 ▼                |
| Sozialisten                    | Sozialisten                    | Sozialdemokraten (SPD)            |          | 1,787         | 23,3 %        | +3,6 %        | 442)                 | 11,1 %               | +9 ▲                 |
| Regionalparteien, Minderheiten | Regionalparteien, Minderheiten | Deutsch-Hannoversche Partei (DHP) |          | 0,102         | 1,3 %         | −0,3 %        | 7                    | 1,8 %                | −4 ▼                 |
| Regionalparteien, Minderheiten | Regionalparteien, Minderheiten | Polen                             |          | 0,230         | 3,0 %         | −0,4 %        | 19                   | 4,8 %                | +3 ▲                 |
| Regionalparteien, Minderheiten | Regionalparteien, Minderheiten | Dänen                             |          | 0,014         | 0,2 %         | ±0,0 %        | 1                    | 0,3 %                | ±0 ▬                 |
| Regionalparteien, Minderheiten | Regionalparteien, Minderheiten | Elsaß-Lothringer                  |          | 0,115         | 1,5 %         | ±0,1 %        | 8                    | 2,0 %                | −2 ▼                 |
| Regionalparteien, Minderheiten | Regionalparteien, Minderheiten | Bayerischer Bauernbund (BB)       |          | 0,081         | 1,1 %         | +1,1 %        | 4                    | 1,0 %                | +4 ▲                 |
| Antisemiten                    | Antisemiten                    | Deutsche Reformpartei (Ref)       |          | 0,264         | 3,4 %         | +2,7 %        | 123)                 | 2,8 %                | +8 ▲                 |
| Antisemiten                    | Antisemiten                    | Deutschsoziale Partei (DSP)       |          | 0,264         | 3,4 %         | +2,7 %        | 2                    | 1,0 %                | +1 ▲                 |
| Antisemiten                    | Antisemiten                    | parteilos                         |          | 0,264         | 3,4 %         | +2,7 %        | 24)                  | 0,3 %                | +2 ▲                 |
|                                |                                | Sonstige                          |          | 0,048         | 0,6 %         | −0,4 %        | -                    | -                    | ±0 ▬                 |
| Gesamt                         | Gesamt                         | Gesamt                            | Gesamt   | 7,674         | 100 %         |               | 397                  | 100 %                |                      |

Anmerkungen
In fünf Fällen gewann ein Kandidat gleichzeitig zwei Wahlkreise. In einem solchen Fall konnte das Mandat nur für einen der beiden Wahlkreise angenommen werden und in dem anderen Wahlkreis wurde eine Nachwahl durchgeführt.
- 1)Albert Traeger gewann sowohl den hessischen Wahlkreis Bingen als auch den oldenburgischen Wahlkreis Jever. Er nahm das Mandat in Jever an.
- 2)August Bebel gewann sowohl den Wahlkreis Hamburg I als auch den Wahlkreis Straßburg-Stadt. Er nahm das Mandat in Straßburg an.
- 3)Oswald Zimmermann gewann sowohl den Wahlkreis Dresden links der Elbe als auch den hessischen Wahlkreis Lauterbach. Er nahm das Mandat in Dresden an. Ludwig Werner gewann in der Provinz Hessen-Nassau sowohl den Wahlkreis Hofgeismar als auch den Wahlkreis Hersfeld. Er nahm das Mandat in Hersfeld an.
- 4)Hermann Ahlwardt gewann sowohl den brandenburgischen Wahlkreis Arnswalde als auch den pommerschen Wahlkreis Neustettin. Er nahm das Mandat in Arnswalde an.

## Gewählte Abgeordnete nach Wahlkreisen
In jedem der insgesamt 397 Wahlkreise wurde nach absolutem Mehrheitswahlrecht ein Abgeordneter gewählt. Wenn kein Kandidat im ersten Wahlgang die absolute Mehrheit erreichte, wurde eine Stichwahl zwischen den beiden bestplatzierten Kandidaten durchgeführt. In den folgenden Tabellen werden die Wahlkreissieger und ihre im amtlichen Endergebnis genannte Parteistellung angegeben.

### Preußen
| Königreich Preußen                                    | Königreich Preußen                                                                  | Königreich Preußen                               | Königreich Preußen                               | Königreich Preußen                               |
| Provinz Ostpreußen – Regierungsbezirk Königsberg      | Provinz Ostpreußen – Regierungsbezirk Königsberg                                    | Provinz Ostpreußen – Regierungsbezirk Königsberg | Provinz Ostpreußen – Regierungsbezirk Königsberg | Provinz Ostpreußen – Regierungsbezirk Königsberg |
| ----------------------------------------------------- | ----------------------------------------------------------------------------------- | ------------------------------------------------ | ------------------------------------------------ | ------------------------------------------------ |
| 1                                                     | Memel, Heydekrug                                                                    | Heinrich Ancker                                  | FVp                                              |                                                  |
| 2                                                     | Labiau, Wehlau                                                                      | Werner von Gustedt-Lablacken                     | DKP                                              |                                                  |
| 3                                                     | Königsberg-Stadt                                                                    | Carl Schultze                                    | SPD                                              |                                                  |
| 4                                                     | Fischhausen, Königsberg-Land                                                        | August von Dönhoff                               | DKP                                              |                                                  |
| 5                                                     | Heiligenbeil, Preußisch-Eylau                                                       | Louis von der Groeben                            | DKP                                              |                                                  |
| 6                                                     | Braunsberg, Heilsberg                                                               | Cölestin Krebs                                   | Zentrum                                          |                                                  |
| 7                                                     | Preußisch-Holland, Mohrungen                                                        | Adolf zu Dohna-Schlodien                         | DKP                                              |                                                  |
| 8                                                     | Osterode i. Opr., Neidenburg                                                        | Georg von Stein                                  | DKP                                              |                                                  |
| 9                                                     | Allenstein, Rößel                                                                   | Anton von Wolszlegier                            | Pole                                             |                                                  |
| 10                                                    | Rastenburg, Friedland, Gerdauen                                                     | Hermann Steppuhn                                 | DKP                                              |                                                  |
| Provinz Ostpreußen – Regierungsbezirk Gumbinnen       |                                                                                     |                                                  |                                                  |                                                  |
| 1                                                     | Tilsit, Niederung                                                                   | Hans von Reibnitz                                | FVp                                              |                                                  |
| 2                                                     | Ragnit, Pillkallen                                                                  | Hans von Kanitz                                  | DKP                                              |                                                  |
| 3                                                     | Gumbinnen, Insterburg                                                               | Julius Mentz                                     | DKP                                              |                                                  |
| 4                                                     | Stallupönen, Goldap, Darkehmen                                                      | Emil Victor von Sperber                          | DKP                                              |                                                  |
| 5                                                     | Angerburg, Lötzen                                                                   | Ludwig von Staudy                                | DKP                                              |                                                  |
| 6                                                     | Oletzko, Lyck, Johannisburg                                                         | Otto Steinmann                                   | DKP                                              |                                                  |
| 7                                                     | Sensburg, Ortelsburg                                                                | Julius von Mirbach                               | DKP                                              |                                                  |
| Provinz Westpreußen – Regierungsbezirk Danzig         |                                                                                     |                                                  |                                                  |                                                  |
| 1                                                     | Marienburg, Elbing                                                                  | Bernhard von Puttkamer                           | DKP                                              |                                                  |
| 2                                                     | Danzig Land                                                                         | Paul Meyer                                       | DRP                                              |                                                  |
| 3                                                     | Danzig Stadt                                                                        | Heinrich Rickert                                 | FVg                                              |                                                  |
| 4                                                     | Neustadt (Westpr.), Putzig, Karthaus                                                | Roman von Janta-Polczynski                       | Pole                                             |                                                  |
| 5                                                     | Berent, Preußisch Stargard, Dirschau                                                | Michael von Kalkstein                            | Pole                                             |                                                  |
| Provinz Westpreußen – Regierungsbezirk Marienwerder   |                                                                                     |                                                  |                                                  |                                                  |
| 1                                                     | Marienwerder, Stuhm                                                                 | Arthur von Buddenbrock                           | DKP                                              |                                                  |
| 2                                                     | Rosenberg (Westpr.), Löbau                                                          | Theophil Rzepnikowski                            | Pole                                             |                                                  |
| 3                                                     | Graudenz, Strasburg (Westpr.)                                                       | Wladyslaw Rozycki                                | Pole                                             |                                                  |
| 4                                                     | Thorn, Kulm, Briesen                                                                | Ludwig Mauritius von Slaski                      | Pole                                             |                                                  |
| 5                                                     | Schwetz                                                                             | Otto Holtz                                       | DRP                                              |                                                  |
| 6                                                     | Konitz, Tuchel                                                                      | Wladislaus von Wolszlegier                       | Pole                                             |                                                  |
| 7                                                     | Schlochau, Flatow                                                                   | Georg von Kanitz                                 | DKP                                              |                                                  |
| 8                                                     | Deutsch-Krone                                                                       | Karl von Gamp-Massaunen                          | DRP                                              |                                                  |
| Berlin                                                |                                                                                     |                                                  |                                                  |                                                  |
| 1                                                     | Alt-Berlin, Cölln, Friedrichswerder, Dorotheenstadt, Friedrichstadt-Nord            | Paul Langerhans                                  | FVp                                              |                                                  |
| 2                                                     | Schöneberger Vorstadt, Friedrichsvorstadt, Tempelhofer Vorstadt, Friedrichstadt-Süd | Richard Fischer                                  | SPD                                              |                                                  |
| 3                                                     | Luisenstadt diesseits des Kanals, Neu-Cölln                                         | Ewald Vogtherr                                   | SPD                                              |                                                  |
| 4                                                     | Luisenstadt jenseits des Kanals, Stralauer Vorstadt, Königsstadt-Ost                | Paul Singer                                      | SPD                                              |                                                  |
| 5                                                     | Spandauer Vorstadt, Friedrich-Wilhelm-Stadt, Königsstadt-West                       | Robert Schmidt                                   | SPD                                              |                                                  |
| 6                                                     | Wedding, Gesundbrunnen, Moabit, Oranienburger Vorstadt, Rosenthaler Vorstadt        | Wilhelm Liebknecht                               | SPD                                              |                                                  |
| Provinz Brandenburg – Regierungsbezirk Potsdam        |                                                                                     |                                                  |                                                  |                                                  |
| 1                                                     | Westprignitz                                                                        | Victor von Podbielski                            | DKP                                              |                                                  |
| 2                                                     | Ostprignitz                                                                         | Sigismund von Dallwitz                           | DKP                                              |                                                  |
| 3                                                     | Ruppin, Templin                                                                     | Bernhard Bohm                                    | FVp                                              |                                                  |
| 4                                                     | Prenzlau, Angermünde                                                                | Ulrich von Winterfeldt                           | DKP                                              |                                                  |
| 5                                                     | Oberbarnim                                                                          | Moritz Pauli                                     | DRP                                              |                                                  |
| 6                                                     | Niederbarnim, Lichtenberg                                                           | Arthur Stadthagen                                | SPD                                              |                                                  |
| 7                                                     | Potsdam, Osthavelland, Spandau                                                      | Martin Schall                                    | DKP                                              |                                                  |
| 8                                                     | Brandenburg an der Havel, Westhavelland                                             | Hermann Wiesike                                  | NLP                                              |                                                  |
| 9                                                     | Zauch-Belzig, Jüterbog-Luckenwalde                                                  | Hermann Kropatscheck                             | DKP                                              |                                                  |
| 10                                                    | Teltow, Beeskow-Storkow, Charlottenburg, Schöneberg, Neukölln, Wilmersdorf          | Fritz Zubeil                                     | SPD                                              |                                                  |
| Provinz Brandenburg – Regierungsbezirk Frankfurt      |                                                                                     |                                                  |                                                  |                                                  |
| 1                                                     | Arnswalde, Friedeberg                                                               | Hermann Ahlwardt                                 | Antisemit (parteilos)                            |                                                  |
| 2                                                     | Landsberg (Warthe), Soldin                                                          | Hugo Schroeder                                   | FVg                                              |                                                  |
| 3                                                     | Königsberg (Neumark)                                                                | Albert von Levetzow                              | DKP                                              |                                                  |
| 4                                                     | Frankfurt (Oder), Lebus                                                             | Gustav Haake                                     | DRP                                              |                                                  |
| 5                                                     | Oststernberg, Weststernberg                                                         | Bernhard Bohtz                                   | DKP                                              |                                                  |
| 6                                                     | Züllichau-Schwiebus, Crossen                                                        | Otto Uhden                                       | DKP                                              |                                                  |
| 7                                                     | Guben, Lübben                                                                       | Heinrich zu Schoenaich-Carolath                  | unbestimmt liberal                               |                                                  |
| 8                                                     | Sorau, Forst                                                                        | Berthold von Ploetz                              | DKP                                              |                                                  |
| 9                                                     | Cottbus, Spremberg                                                                  | Ernst von Werdeck                                | DKP                                              |                                                  |
| 10                                                    | Calau, Luckau                                                                       | Otto von Manteuffel                              | DKP                                              |                                                  |
| Provinz Pommern – Regierungsbezirk Stettin            |                                                                                     |                                                  |                                                  |                                                  |
| 1                                                     | Demmin, Anklam                                                                      | Hans von Schwerin-Löwitz                         | DKP                                              |                                                  |
| 2                                                     | Ueckermünde, Usedom-Wollin                                                          | Max Gaulke                                       | FVg                                              |                                                  |
| 3                                                     | Randow, Greifenhagen                                                                | Alexander von der Osten                          | DKP                                              |                                                  |
| 4                                                     | Stettin                                                                             | Fritz Herbert                                    | SPD                                              |                                                  |
| 5                                                     | Pyritz, Saatzig                                                                     | Hermann von Schöning                             | DKP                                              |                                                  |
| 6                                                     | Naugard, Regenwalde                                                                 | Hermann von Dewitz                               | DKP                                              |                                                  |
| 7                                                     | Greifenberg, Kammin                                                                 | Oskar von Normann                                | DKP                                              |                                                  |
| Provinz Pommern – Regierungsbezirk Köslin             |                                                                                     |                                                  |                                                  |                                                  |
| 1                                                     | Stolp, Lauenburg in Pommern                                                         | Arthur Will                                      | DKP                                              |                                                  |
| 2                                                     | Bütow, Rummelsburg, Schlawe                                                         | Adolf von Massow                                 | DKP                                              |                                                  |
| 3                                                     | Köslin, Kolberg-Körlin, Bublitz                                                     | August von Gerlach                               | DKP                                              |                                                  |
| 4                                                     | Belgard, Schivelbein, Dramburg                                                      | Hugo von Kleist-Retzow                           | DKP                                              |                                                  |
| 5                                                     | Neustettin                                                                          | Hermann Ahlwardt                                 | Antisemit (parteilos)                            |                                                  |
| Provinz Pommern – Regierungsbezirk Stralsund          |                                                                                     |                                                  |                                                  |                                                  |
| 1                                                     | Rügen, Stralsund, Franzburg                                                         | Friedrich von Langen                             | DKP                                              |                                                  |
| 2                                                     | Greifswald, Grimmen                                                                 | Friedrich von Loesewitz                          | DRP                                              |                                                  |
| Provinz Posen – Regierungsbezirk Posen                |                                                                                     |                                                  |                                                  |                                                  |
| 1                                                     | Posen                                                                               | Stephan Cegielski                                | Pole                                             |                                                  |
| 2                                                     | Samter, Birnbaum, Obornik, Schwerin (Warthe)                                        | Hektor von Kwilecki                              | Pole                                             |                                                  |
| 3                                                     | Meseritz, Bomst                                                                     | Hans Wilhelm von Unruhe-Bomst                    | DRP                                              |                                                  |
| 4                                                     | Buk, Schmiegel, Kosten                                                              | Idzizlaw Prinz Czartoryski                       | Pole                                             |                                                  |
| 5                                                     | Gostyn, Rawitsch                                                                    | Adam Fürst Czartoryski                           | Pole                                             |                                                  |
| 6                                                     | Fraustadt, Lissa                                                                    | Stanislaus von Chlapowski                        | Pole                                             |                                                  |
| 7                                                     | Schrimm, Schroda                                                                    | Karl Kubicki                                     | Pole                                             |                                                  |
| 8                                                     | Wreschen, Pleschen, Jarotschin                                                      | Sigismund von Dziembowski-Pomian                 | Pole                                             |                                                  |
| 9                                                     | Krotoschin, Koschmin                                                                | Ludwig von Jazdzewski                            | Pole                                             |                                                  |
| 10                                                    | Adelnau, Schildberg, Ostrowo, Kempen in Posen                                       | Ferdinand von Radziwill                          | Pole                                             |                                                  |
| Provinz Posen – Regierungsbezirk Bromberg             |                                                                                     |                                                  |                                                  |                                                  |
| 1                                                     | Czarnikau, Filehne, Kolmar in Posen                                                 | Axel von Colmar                                  | DKP                                              |                                                  |
| 2                                                     | Wirsitz, Schubin, Znin                                                              | Julius Ritter                                    | DRP                                              |                                                  |
| 3                                                     | Bromberg                                                                            | Leon von Czarlinski                              | Pole                                             |                                                  |
| 4                                                     | Inowrazlaw, Mogilno, Strelno                                                        | Joseph von Kosciol-Koscielski                    | Pole                                             |                                                  |
| 5                                                     | Gnesen, Wongrowitz, Witkowo                                                         | Roman von Komierowski                            | Pole                                             |                                                  |
| Provinz Schlesien – Regierungsbezirk Breslau          |                                                                                     |                                                  |                                                  |                                                  |
| 1                                                     | Guhrau, Steinau, Wohlau                                                             | Friedrich von Carmer-Osten                       | DKP                                              |                                                  |
| 2                                                     | Militsch, Trebnitz                                                                  | Heinrich von Salisch                             | DKP                                              |                                                  |
| 3                                                     | Groß Wartenberg, Oels                                                               | Wilhelm von Kardorff                             | DRP                                              |                                                  |
| 4                                                     | Namslau, Brieg                                                                      | Johann Georg von Saurma-Jeltsch                  | DKP                                              |                                                  |
| 5                                                     | Ohlau, Strehlen, Nimptsch                                                           | Robert Rother                                    | DKP                                              |                                                  |
| 6                                                     | Breslau-Ost                                                                         | Franz Tutzauer                                   | SPD                                              |                                                  |
| 7                                                     | Breslau-West                                                                        | Bruno Schönlank                                  | SPD                                              |                                                  |
| 8                                                     | Neumarkt, Breslau-Land                                                              | Friedrich zu Limburg-Stirum                      | DKP                                              |                                                  |
| 9                                                     | Striegau, Schweidnitz                                                               | Emil Göllner                                     | FVp                                              |                                                  |
| 10                                                    | Waldenburg                                                                          | Heinrich Möller                                  | SPD                                              |                                                  |
| 11                                                    | Reichenbach, Neurode                                                                | August Kühn                                      | SPD                                              |                                                  |
| 12                                                    | Glatz, Habelschwerdt                                                                | Franz Hartmann                                   | Zentrum                                          |                                                  |
| 13                                                    | Frankenstein, Münsterberg                                                           | Bernhard Nadbyl                                  | Zentrum                                          |                                                  |
| Provinz Schlesien – Regierungsbezirk Oppeln           |                                                                                     |                                                  |                                                  |                                                  |
| 1                                                     | Kreuzburg, Rosenberg O.S.                                                           | Christian Kraft zu Hohenlohe-Öhringen            | DKP                                              |                                                  |
| 2                                                     | Oppeln                                                                              | Joseph Wolny                                     | Zentrum                                          |                                                  |
| 3                                                     | Groß Strehlitz, Kosel                                                               | Bernhard Karl Stephan                            | Zentrum                                          |                                                  |
| 4                                                     | Lublinitz, Tost-Gleiwitz                                                            | Carl Metzner                                     | Zentrum                                          |                                                  |
| 5                                                     | Beuthen, Tarnowitz                                                                  | Julius Szmula                                    | Zentrum                                          |                                                  |
| 6                                                     | Kattowitz, Zabrze                                                                   | Paul Letocha                                     | Zentrum                                          |                                                  |
| 7                                                     | Pleß, Rybnik                                                                        | Thaddäus Conrad                                  | Zentrum                                          |                                                  |
| 8                                                     | Ratibor                                                                             | Wilhelm Frank                                    | Zentrum                                          |                                                  |
| 9                                                     | Leobschütz                                                                          | Florian Klose                                    | Zentrum                                          |                                                  |
| 10                                                    | Neustadt O.S.                                                                       | Joseph Cytronowski                               | Zentrum                                          |                                                  |
| 11                                                    | Falkenberg O.S., Grottkau                                                           | Alfred Hubrich                                   | Zentrum                                          |                                                  |
| 12                                                    | Neisse                                                                              | Albert Horn                                      | Zentrum                                          |                                                  |
| Provinz Schlesien – Regierungsbezirk Liegnitz         |                                                                                     |                                                  |                                                  |                                                  |
| 1                                                     | Grünberg, Freystadt                                                                 | August Munckel                                   | FVp                                              |                                                  |
| 2                                                     | Sagan, Sprottau                                                                     | Hermann Müller                                   | FVp                                              |                                                  |
| 3                                                     | Glogau                                                                              | August Maager                                    | FVg                                              |                                                  |
| 4                                                     | Lüben, Bunzlau                                                                      | Philipp Schmieder                                | FVp                                              |                                                  |
| 5                                                     | Löwenberg                                                                           | Hans Dietrich von Holleuffer                     | DKP                                              |                                                  |
| 6                                                     | Liegnitz, Goldberg-Haynau                                                           | Gustav Kauffmann                                 | FVp                                              |                                                  |
| 7                                                     | Landeshut, Jauer, Bolkenhain                                                        | Otto Hermes                                      | FVp                                              |                                                  |
| 8                                                     | Schönau, Hirschberg                                                                 | Theodor Barth                                    | FVg                                              |                                                  |
| 9                                                     | Görlitz, Lauban                                                                     | Erwin Lüders                                     | FVp                                              |                                                  |
| 10                                                    | Rothenburg (Oberlausitz), Hoyerswerda                                               | Traugott von Arnim                               | DRP                                              |                                                  |
| Provinz Sachsen – Regierungsbezirk Magdeburg          |                                                                                     |                                                  |                                                  |                                                  |
| 1                                                     | Salzwedel, Gardelegen                                                               | Albert Schultz                                   | DRP                                              |                                                  |
| 2                                                     | Stendal, Osterburg                                                                  | Hermann von Jagow                                | DKP                                              |                                                  |
| 3                                                     | Jerichow I, Jerichow II                                                             | Herbert von Bismarck                             | DRP                                              |                                                  |
| 4                                                     | Magdeburg                                                                           | Wilhelm Klees                                    | SPD                                              |                                                  |
| 5                                                     | Neuhaldensleben, Wolmirstedt                                                        | Jacob Hosang                                     | NLP                                              |                                                  |
| 6                                                     | Wanzleben                                                                           | Robert von Benda                                 | NLP                                              |                                                  |
| 7                                                     | Aschersleben, Quedlinburg, Calbe an der Saale                                       | Georg Placke                                     | NLP                                              |                                                  |
| 8                                                     | Halberstadt, Oschersleben, Wernigerode                                              | Hans Rimpau                                      | NLP                                              |                                                  |
| Provinz Sachsen – Regierungsbezirk Merseburg          |                                                                                     |                                                  |                                                  |                                                  |
| 1                                                     | Liebenwerda, Torgau                                                                 | Ernst Stephann                                   | DRP                                              |                                                  |
| 2                                                     | Schweinitz, Wittenberg                                                              | Karl von Leipziger                               | DKP                                              |                                                  |
| 3                                                     | Bitterfeld, Delitzsch                                                               | Louis Bauermeister                               | DRP                                              |                                                  |
| 4                                                     | Halle (Saale), Saalkreis                                                            | Alexander Meyer                                  | FVg                                              |                                                  |
| 5                                                     | Mansfelder Seekreis, Mansfelder Gebirgskreis                                        | Ernst Leuschner                                  | DRP                                              |                                                  |
| 6                                                     | Sangerhausen, Eckartsberga                                                          | Karl Scherre                                     | DRP                                              |                                                  |
| 7                                                     | Querfurt, Merseburg                                                                 | Franz Carl Ritter                                | FVp                                              |                                                  |
| 8                                                     | Naumburg, Weißenfels, Zeitz                                                         | Julius Günther                                   | NLP                                              |                                                  |
| Provinz Sachsen – Regierungsbezirk Erfurt             |                                                                                     |                                                  |                                                  |                                                  |
| 1                                                     | Nordhausen, Hohenstein                                                              | Fritz Schneider                                  | FVp                                              |                                                  |
| 2                                                     | Heiligenstadt, Worbis                                                               | Josef von Strombeck                              | Zentrum                                          |                                                  |
| 3                                                     | Mühlhausen, Langensalza, Weißensee                                                  | Eduard Klemm                                     | DRP                                              |                                                  |
| 4                                                     | Erfurt, Schleusingen, Ziegenrück                                                    | Johannes Jacobskötter                            | DKP                                              |                                                  |
| Provinz Schleswig-Holstein                            |                                                                                     |                                                  |                                                  |                                                  |
| 1                                                     | Hadersleben, Sonderburg                                                             | Gustav Johannsen                                 | Däne                                             |                                                  |
| 2                                                     | Apenrade, Flensburg                                                                 | Michael Jebsen                                   | NLP                                              |                                                  |
| 3                                                     | Schleswig, Eckernförde                                                              | Asmus Lorenzen                                   | FVg                                              |                                                  |
| 4                                                     | Tondern, Husum, Eiderstedt                                                          | Theodor Feddersen                                | NLP                                              |                                                  |
| 5                                                     | Dithmarschen, Steinburg                                                             | Gustav Thomsen                                   | FVg                                              |                                                  |
| 6                                                     | Pinneberg, Segeberg                                                                 | Otto von Moltke                                  | DRP                                              |                                                  |
| 7                                                     | Kiel, Rendsburg                                                                     | Carl Legien                                      | SPD                                              |                                                  |
| 8                                                     | Altona, Stormarn                                                                    | Karl Frohme                                      | SPD                                              |                                                  |
| 9                                                     | Oldenburg in Holstein, Plön                                                         | Conrad von Holstein                              | DKP                                              |                                                  |
| 10                                                    | Herzogtum Lauenburg                                                                 | Andreas von Bernstorff                           | DRP                                              |                                                  |
| Provinz Hannover                                      |                                                                                     |                                                  |                                                  |                                                  |
| 1                                                     | Emden, Norden, Weener                                                               | Edzard zu Innhausen und Knyphausen               | DKP                                              |                                                  |
| 2                                                     | Aurich, Wittmund, Leer                                                              | Ernst Kruse                                      | NLP                                              |                                                  |
| 3                                                     | Meppen, Lingen, Bentheim, Aschendorf, Hümmling                                      | Carl Brandenburg                                 | Zentrum                                          |                                                  |
| 4                                                     | Osnabrück, Bersenbrück, Iburg                                                       | Hermann Wamhoff                                  | NLP                                              |                                                  |
| 5                                                     | Melle, Diepholz, Wittlage, Sulingen, Stolzenau                                      | Werner von Arnswaldt-Böhme                       | DHP                                              |                                                  |
| 6                                                     | Syke, Verden                                                                        | Hermann von Arnswaldt                            | DHP                                              |                                                  |
| 7                                                     | Nienburg, Neustadt am Rübenberge, Fallingbostel                                     | Georg von der Decken                             | DHP                                              |                                                  |
| 8                                                     | Hannover                                                                            | Heinrich Meister                                 | SPD                                              |                                                  |
| 9                                                     | Hameln, Linden, Springe                                                             | Heinrich Hische                                  | NLP                                              |                                                  |
| 10                                                    | Hildesheim, Marienburg, Alfeld (Leine), Gronau                                      | Hermann von Hodenberg                            | DHP                                              |                                                  |
| 11                                                    | Einbeck, Northeim, Osterode am Harz, Uslar                                          | Fritz Jorns                                      | NLP                                              |                                                  |
| 12                                                    | Göttingen, Duderstadt, Münden                                                       | Karl Götz von Olenhusen                          | DHP                                              |                                                  |
| 13                                                    | Goslar, Zellerfeld, Ilfeld                                                          | Ernst Engels                                     | DRP                                              |                                                  |
| 14                                                    | Gifhorn, Celle, Peine, Burgdorf                                                     | Gustav Rothbarth                                 | NLP                                              |                                                  |
| 15                                                    | Lüchow, Uelzen, Dannenberg, Bleckede                                                | Berthold von Bernstorff                          | DHP                                              |                                                  |
| 16                                                    | Lüneburg, Soltau, Winsen (Luhe)                                                     | Adolf von Wangenheim-Wake                        | DHP                                              |                                                  |
| 17                                                    | Harburg, Rotenburg in Hannover, Zeven                                               | Wilhelm Müller                                   | DRP                                              |                                                  |
| 18                                                    | Stade, Geestemünde, Bremervörde, Osterholz                                          | Rudolf von Bennigsen                             | NLP                                              |                                                  |
| 19                                                    | Neuhaus (Oste), Hadeln, Lehe, Kehdingen, Jork                                       | Diederich Hahn                                   | NLP                                              |                                                  |
| Provinz Westfalen – Regierungsbezirk Münster          |                                                                                     |                                                  |                                                  |                                                  |
| 1                                                     | Tecklenburg, Steinfurt, Ahaus                                                       | Carl Timmerman                                   | Zentrum                                          |                                                  |
| 2                                                     | Münster, Coesfeld                                                                   | Clemens Heereman von Zuydwyck                    | Zentrum                                          |                                                  |
| 3                                                     | Borken, Recklinghausen                                                              | Jakob Euler                                      | Zentrum                                          |                                                  |
| 4                                                     | Lüdinghausen, Beckum, Warendorf                                                     | Heinrich Wattendorff                             | Zentrum                                          |                                                  |
| Provinz Westfalen – Regierungsbezirk Minden           |                                                                                     |                                                  |                                                  |                                                  |
| 1                                                     | Minden, Lübbecke                                                                    | Waldemar von Roon                                | DKP                                              |                                                  |
| 2                                                     | Herford, Halle (Westfalen)                                                          | Wilhelm Joachim von Hammerstein                  | DKP                                              |                                                  |
| 3                                                     | Bielefeld, Wiedenbrück                                                              | Heinrich Humann                                  | Zentrum                                          |                                                  |
| 4                                                     | Paderborn, Büren                                                                    | Heinrich Hesse                                   | Zentrum                                          |                                                  |
| 5                                                     | Höxter, Warburg                                                                     | Otto Schmidt                                     | Zentrum                                          |                                                  |
| Provinz Westfalen – Regierungsbezirk Arnsberg         |                                                                                     |                                                  |                                                  |                                                  |
| 1                                                     | Wittgenstein, Siegen, Biedenkopf                                                    | Heinrich Adolf Dresler                           | NLP                                              |                                                  |
| 2                                                     | Olpe, Arnsberg, Meschede                                                            | Johannes Fusangel                                | Zentrum                                          |                                                  |
| 3                                                     | Altena, Iserlohn, Lüdenscheid                                                       | Julius Lenzmann                                  | FVp                                              |                                                  |
| 4                                                     | Hagen, Schwelm, Witten                                                              | Eugen Richter                                    | FVp                                              |                                                  |
| 5                                                     | Bochum, Gelsenkirchen, Hattingen, Herne                                             | Eduard Fuchs                                     | Zentrum                                          |                                                  |
| 6                                                     | Dortmund, Hörde                                                                     | Theodor Möller                                   | NLP                                              |                                                  |
| 7                                                     | Hamm, Soest                                                                         | Andreas Schulze-Henne                            | NLP                                              |                                                  |
| 8                                                     | Lippstadt, Brilon                                                                   | Wilhelm Schwarze                                 | Zentrum                                          |                                                  |
| Provinz Hessen-Nassau – Regierungsbezirk Wiesbaden    |                                                                                     |                                                  |                                                  |                                                  |
| 1                                                     | Obertaunus, Höchst, Usingen                                                         | Friedrich Brühne                                 | SPD                                              |                                                  |
| 2                                                     | Wiesbaden, Rheingau, Untertaunus                                                    | Rudolph Koepp                                    | FVg                                              |                                                  |
| 3                                                     | St. Goarshausen, Unterwesterwald                                                    | Ernst Lieber                                     | Zentrum                                          |                                                  |
| 4                                                     | Limburg, Oberlahnkreis, Unterlahnkreis                                              | Philipp Fink                                     | NLP                                              |                                                  |
| 5                                                     | Dillkreis, Oberwesterwald                                                           | Heinrich Hofmann                                 | NLP                                              |                                                  |
| 6                                                     | Frankfurt am Main                                                                   | Wilhelm Schmidt                                  | SPD                                              |                                                  |
| Provinz Hessen-Nassau – Regierungsbezirk Kassel       |                                                                                     |                                                  |                                                  |                                                  |
| 1                                                     | Rinteln, Hofgeismar, Wolfhagen                                                      | Ludwig Werner                                    | Antisemiten (Ref)                                |                                                  |
| 2                                                     | Kassel, Melsungen                                                                   | Gustav Hüpeden                                   | DKP                                              |                                                  |
| 3                                                     | Fritzlar, Homberg, Ziegenhain                                                       | Max Liebermann von Sonnenberg                    | Antisemiten (DSP)                                |                                                  |
| 4                                                     | Eschwege, Schmalkalden, Witzenhausen                                                | Hans Leuß                                        | Antisemiten (DSP)                                |                                                  |
| 5                                                     | Marburg, Frankenberg, Kirchhain                                                     | Otto Böckel                                      | Antisemit (parteilos)                            |                                                  |
| 6                                                     | Hersfeld, Rotenburg (Fulda), Hünfeld                                                | Ludwig Werner                                    | Antisemiten (Ref)                                |                                                  |
| 7                                                     | Fulda, Schlüchtern, Gersfeld                                                        | Richard Müller                                   | Zentrum                                          |                                                  |
| 8                                                     | Hanau, Gelnhausen                                                                   | Wilhelm Stroh                                    | DKP                                              |                                                  |
| Rheinprovinz – Regierungsbezirk Köln                  |                                                                                     |                                                  |                                                  |                                                  |
| 1                                                     | Köln-Stadt                                                                          | Adolf Greiß                                      | Zentrum                                          |                                                  |
| 2                                                     | Köln-Land                                                                           | Theodor Pingen                                   | Zentrum                                          |                                                  |
| 3                                                     | Bergheim (Erft), Euskirchen                                                         | Wilhelm Rudolphi                                 | Zentrum                                          |                                                  |
| 4                                                     | Rheinbach, Bonn                                                                     | Peter Spahn                                      | Zentrum                                          |                                                  |
| 5                                                     | Siegkreis, Waldbröl                                                                 | Joseph Lingens                                   | Zentrum                                          |                                                  |
| 6                                                     | Mülheim am Rhein, Gummersbach, Wipperfürth                                          | Hermann de Witt                                  | Zentrum                                          |                                                  |
| Rheinprovinz – Regierungsbezirk Düsseldorf            |                                                                                     |                                                  |                                                  |                                                  |
| 1                                                     | Remscheid, Lennep, Mettmann                                                         | Carl Meist                                       | SPD                                              |                                                  |
| 2                                                     | Elberfeld, Barmen                                                                   | Friedrich Harm                                   | SPD                                              |                                                  |
| 3                                                     | Solingen                                                                            | Georg Schumacher                                 | SPD                                              |                                                  |
| 4                                                     | Düsseldorf                                                                          | Karl Wenders                                     | Zentrum                                          |                                                  |
| 5                                                     | Essen                                                                               | Friedrich Alfred Krupp                           | DRP                                              |                                                  |
| 6                                                     | Duisburg, Mülheim an der Ruhr, Ruhrort, Oberhausen                                  | Friedrich Hammacher                              | NLP                                              |                                                  |
| 7                                                     | Moers, Rees                                                                         | Alfred Gescher                                   | DKP                                              |                                                  |
| 8                                                     | Kleve, Geldern                                                                      | Eduard Marcour                                   | Zentrum                                          |                                                  |
| 9                                                     | Kempen                                                                              | Aloys Fritzen                                    | Zentrum                                          |                                                  |
| 10                                                    | Gladbach                                                                            | Friedrich von Kehler                             | Zentrum                                          |                                                  |
| 11                                                    | Krefeld                                                                             | Karl Bachem                                      | Zentrum                                          |                                                  |
| 12                                                    | Neuss, Grevenbroich                                                                 | Franz Weidenfeld                                 | Zentrum                                          |                                                  |
| Rheinprovinz – Regierungsbezirk Koblenz               |                                                                                     |                                                  |                                                  |                                                  |
| 1                                                     | Wetzlar, Altenkirchen                                                               | Heinrich Kraemer                                 | NLP                                              |                                                  |
| 2                                                     | Neuwied                                                                             | Hermann Joseph Bender                            | Zentrum                                          |                                                  |
| 3                                                     | Koblenz, St. Goar                                                                   | Georg Wellstein                                  | Zentrum                                          |                                                  |
| 4                                                     | Kreuznach, Simmern                                                                  | Ludwig von Cuny                                  | NLP                                              |                                                  |
| 5                                                     | Mayen, Ahrweiler                                                                    | Romanus Braubach                                 | Zentrum                                          |                                                  |
| 6                                                     | Adenau, Cochem, Zell                                                                | Andreas von Grand-Ry                             | Zentrum                                          |                                                  |
| Rheinprovinz – Regierungsbezirk Trier                 |                                                                                     |                                                  |                                                  |                                                  |
| 1                                                     | Daun, Bitburg, Prüm                                                                 | Wilhelm Broekmann                                | Zentrum                                          |                                                  |
| 2                                                     | Wittlich, Bernkastel                                                                | Christian Dieden                                 | Zentrum                                          |                                                  |
| 3                                                     | Trier                                                                               | Victor Rintelen                                  | Zentrum                                          |                                                  |
| 4                                                     | Saarlouis, Merzig, Saarburg                                                         | Hermann Roeren                                   | Zentrum                                          |                                                  |
| 5                                                     | Saarbrücken                                                                         | Heinrich Boltz                                   | NLP                                              |                                                  |
| 6                                                     | Ottweiler, St. Wendel, Meisenheim                                                   | Carl Ferdinand von Stumm-Halberg                 | DRP                                              |                                                  |
| Rheinprovinz – Regierungsbezirk Aachen                |                                                                                     |                                                  |                                                  |                                                  |
| 1                                                     | Schleiden, Malmedy, Montjoie                                                        | Franz von Arenberg                               | Zentrum                                          |                                                  |
| 2                                                     | Eupen, Aachen-Land                                                                  | Adam Bock                                        | Zentrum                                          |                                                  |
| 3                                                     | Aachen-Stadt                                                                        | Theodor Mooren                                   | Zentrum                                          |                                                  |
| 4                                                     | Düren, Jülich                                                                       | Alfred von Hompesch                              | Zentrum                                          |                                                  |
| 5                                                     | Geilenkirchen, Heinsberg, Erkelenz                                                  | Franz Hitze                                      | Zentrum                                          |                                                  |
| Hohenzollernsche Lande – Regierungsbezirk Sigmaringen |                                                                                     |                                                  |                                                  |                                                  |
| 1                                                     | Sigmaringen, Hechingen                                                              | Lambert Bumiller                                 | Zentrum                                          |                                                  |

### Bayern
| Königreich Bayern | Königreich Bayern                                                                                            | Königreich Bayern        | Königreich Bayern | Königreich Bayern |
| Oberbayern        | Oberbayern                                                                                                   | Oberbayern               | Oberbayern        | Oberbayern        |
| ----------------- | --- | ------------------------ | ----------------- | ----------------- |
| 1                 | München I (Altstadt, Lehel, Maxvorstadt)                                                                     | Georg Birk               | SPD               |                   |
| 2                 | München II (Isarvorstadt, Ludwigsvorstadt, Au, Haidhausen, Giesing), München-Land, Starnberg, Wolfratshausen | Georg von Vollmar        | SPD               |                   |
| 3                 | Aichach, Friedberg, Dachau, Schrobenhausen                                                                   | Jakob Bäurle             | Zentrum           |                   |
| 4                 | Ingolstadt, Freising, Pfaffenhofen                                                                           | Josef Aichbichler        | Zentrum           |                   |
| 5                 | Wasserburg, Erding, Mühldorf                                                                                 | Christian Harl           | Zentrum           |                   |
| 6                 | Weilheim, Werdenfels, Bruck, Landsberg, Schongau                                                             | Franz Weber              | Zentrum           |                   |
| 7                 | Rosenheim, Ebersberg, Miesbach, Tölz                                                                         | Joseph Steininger        | Zentrum           |                   |
| 8                 | Traunstein, Laufen, Berchtesgaden, Altötting                                                                 | Anton Lehemeir           | Zentrum           |                   |
| Niederbayern      | |                          |                   |                   |
| 1                 | Landshut, Dingolfing, Vilsbiburg                                                                             | Michael Mayer            | Zentrum           |                   |
| 2                 | Straubing, Bogen, Landau, Vilshofen                                                                          | Josef Bruckmaier         | BB                |                   |
| 3                 | Passau, Wegscheid, Wolfstein, Grafenau                                                                       | Franz Seraph Pichler     | Zentrum           |                   |
| 4                 | Pfarrkirchen, Eggenfelden, Griesbach                                                                         | Benedikt Bachmeier       | BB                |                   |
| 5                 | Deggendorf, Regen, Viechtach, Kötzting                                                                       | Franz Xaver Leonhard     | Zentrum           |                   |
| 6                 | Kelheim, Rottenburg, Mallersdorf                                                                             | Johann Baptist Sigl      | BB                |                   |
| Pfalz             | |                          |                   |                   |
| 1                 | Speyer, Ludwigshafen am Rhein, Frankenthal                                                                   | Carl Clemm               | NLP               |                   |
| 2                 | Landau, Neustadt an der Haardt                                                                               | Albert Bürklin           | NLP               |                   |
| 3                 | Germersheim, Bergzabern                                                                                      | Theodor Brünings         | NLP               |                   |
| 4                 | Zweibrücken, Pirmasens                                                                                       | Eduard Adt               | NLP               |                   |
| 5                 | Homburg, Kusel                                                                                               | Heinrich von Marquardsen | NLP               |                   |
| 6                 | Kaiserslautern, Kirchheimbolanden                                                                            | Ulrich Brunck            | NLP               |                   |
| Oberpfalz         | |                          |                   |                   |
| 1                 | Regensburg, Burglengenfeld, Stadtamhof                                                                       | Karl Ritter von Lama     | Zentrum           |                   |
| 2                 | Amberg, Nabburg, Sulzbach, Eschenbach                                                                        | Franz Xaver Lerno        | Zentrum           |                   |
| 3                 | Neumarkt, Velburg, Hemau                                                                                     | Johann Lerzer            | Zentrum           |                   |
| 4                 | Neunburg, Waldmünchen, Cham, Roding                                                                          | Josef Witzlsperger       | Zentrum           |                   |
| 5                 | Neustadt a. d. Waldnaab, Vohenstrauß, Tirschenreuth                                                          | Johann Lehner            | Zentrum           |                   |
| Oberfranken       | |                          |                   |                   |
| 1                 | Hof, Naila, Rehau, Münchberg                                                                                 | Walther Münch-Ferber     | NLP               |                   |
| 2                 | Bayreuth, Wunsiedel, Berneck                                                                                 | Julius Bayerlein         | NLP               |                   |
| 3                 | Forchheim, Kulmbach, Pegnitz, Ebermannstadt                                                                  | Friedrich Pezold         | Zentrum           |                   |
| 4                 | Kronach, Staffelstein, Lichtenfels, Stadtsteinach, Teuschnitz                                                | Johann Stöcker           | Zentrum           |                   |
| 5                 | Bamberg, Höchstadt                                                                                           | Johannes Wenzel          | Zentrum           |                   |
| Mittelfranken     | |                          |                   |                   |
| 1                 | Nürnberg | Karl Grillenberger       | SPD               |                   |
| 2                 | Erlangen, Fürth, Hersbruck                                                                                   | Konrad Eduard Weiß       | FVp               |                   |
| 3                 | Ansbach, Schwabach, Heilsbronn                                                                               | Adolf Kröber             | DtVP              |                   |
| 4                 | Eichstätt, Beilngries, Weissenburg                                                                           | Franz Schaedler          | Zentrum           |                   |
| 5                 | Dinkelsbühl, Gunzenhausen, Feuchtwangen                                                                      | Friedrich Lutz           | DKP               |                   |
| 6                 | Rothenburg ob der Tauber, Neustadt an der Aisch                                                              | Leonhard Hilpert         | BB                |                   |
| Unterfranken      | |                          |                   |                   |
| 1                 | Aschaffenburg, Alzenau, Obernburg, Miltenberg                                                                | Adam Haus                | Zentrum           |                   |
| 2                 | Kitzingen, Gerolzhofen, Ochsenfurt, Volkach                                                                  | Johann Eck               | Zentrum           |                   |
| 3                 | Lohr, Karlstadt, Hammelburg, Marktheidenfeld, Gemünden                                                       | Franz Joseph Keßler      | Zentrum           |                   |
| 4                 | Neustadt an der Saale, Brückenau, Mellrichstadt, Königshofen, Kissingen                                      | Josef Moritz             | Zentrum           |                   |
| 5                 | Schweinfurt, Haßfurt, Ebern                                                                                  | Franz Burger             | Zentrum           |                   |
| 6                 | Würzburg | Peter Neckermann         | Zentrum           |                   |
| Schwaben          | |                          |                   |                   |
| 1                 | Augsburg, Wertingen                                                                                          | Michael Deuringer        | Zentrum           |                   |
| 2                 | Donauwörth, Nördlingen, Neuburg                                                                              | Michael Wildegger        | Zentrum           |                   |
| 3                 | Dillingen, Günzburg, Zusmarshausen                                                                           | Martin Zott              | Zentrum           |                   |
| 4                 | Illertissen, Neu-Ulm, Memmingen, Krumbach                                                                    | Magnus Anton Reindl      | Zentrum           |                   |
| 5                 | Kaufbeuren, Mindelheim, Oberdorf, Füssen                                                                     | Ludwig Schöpf            | Zentrum           |                   |
| 6                 | Immenstadt, Sonthofen, Kempten (Allgäu), Lindau                                                              | Alois Schmid             | Zentrum           |                   |

### Sachsen
| Königreich Sachsen | Königreich Sachsen                          | Königreich Sachsen                 | Königreich Sachsen | Königreich Sachsen |
| ------------------ | ------------------------------------------- | ---------------------------------- | ------------------ | ------------------ |
| 1                  | Zittau                                      | Louis Heinrich Buddeberg           | FVp                |                    |
| 2                  | Löbau                                       | Hermann Herzog                     | FVp                |                    |
| 3                  | Bautzen, Kamenz, Bischofswerda              | Heinrich Gräfe                     | Antisemiten (Ref)  |                    |
| 4                  | Dresden rechts der Elbe, Radeberg, Radeburg | Friedrich Alfred Klemm             | Antisemiten (Ref)  |                    |
| 5                  | Dresden links der Elbe                      | Oswald Zimmermann                  | Antisemiten (Ref)  |                    |
| 6                  | Dresden-Land links der Elbe, Dippoldiswalde | Felix Oskar Hänichen               | Antisemiten (Ref)  |                    |
| 7                  | Meißen, Großenhain, Riesa                   | Heinrich Lieber                    | Antisemiten (Ref)  |                    |
| 8                  | Pirna, Sebnitz                              | Carl Friedrich Lotze               | Antisemiten (Ref)  |                    |
| 9                  | Freiberg, Hainichen                         | Kurt Merbach                       | DRP                |                    |
| 10                 | Döbeln, Nossen, Leisnig                     | Bernhard Sachsse                   | DKP                |                    |
| 11                 | Oschatz, Wurzen, Grimma                     | Friedrich Wilhelm Hauffe           | DKP                |                    |
| 12                 | Leipzig-Stadt                               | Ernst Hasse                        | NLP                |                    |
| 13                 | Leipzig-Land, Taucha, Markranstädt, Zwenkau | Friedrich Geyer                    | SPD                |                    |
| 14                 | Borna, Geithain, Rochlitz                   | Arnold Woldemar von Frege-Weltzien | DKP                |                    |
| 15                 | Mittweida, Frankenberg, Augustusburg        | Albert Schmidt                     | SPD                |                    |
| 16                 | Chemnitz                                    | Max Schippel                       | SPD                |                    |
| 17                 | Glauchau, Meerane, Hohenstein-Ernstthal     | Ignaz Auer                         | SPD                |                    |
| 18                 | Zwickau, Crimmitschau, Werdau               | Karl Wilhelm Stolle                | SPD                |                    |
| 19                 | Stollberg, Schneeberg                       | Julius Seifert                     | SPD                |                    |
| 20                 | Marienberg, Zschopau                        | Gottfried von Herder               | DKP                |                    |
| 21                 | Annaberg, Schwarzenberg, Johanngeorgenstadt | Carl Böhme                         | NLP                |                    |
| 22                 | Auerbach, Reichenbach                       | Franz Hofmann                      | SPD                |                    |
| 23                 | Plauen, Oelsnitz, Klingenthal               | Maximilian von Polenz              | DKP                |                    |

### Württemberg
| Königreich Württemberg | Königreich Württemberg                        | Königreich Württemberg | Königreich Württemberg | Königreich Württemberg |
| ---------------------- | --------------------------------------------- | ---------------------- | ---------------------- | ---------------------- |
| 1                      | Stuttgart                                     | Gustav Siegle          | NLP                    |                        |
| 2                      | Cannstatt, Ludwigsburg, Marbach, Waiblingen   | Ferdinand Schnaidt     | DtVP                   |                        |
| 3                      | Heilbronn, Besigheim, Brackenheim, Neckarsulm | Martin Haag            | DtVP                   |                        |
| 4                      | Böblingen, Vaihingen, Leonberg, Maulbronn     | Friedrich Kercher      | DtVP                   |                        |
| 5                      | Esslingen, Nürtingen, Kirchheim, Urach        | Georg Ehni             | DtVP                   |                        |
| 6                      | Reutlingen, Tübingen, Rottenburg              | Friedrich von Payer    | DtVP                   |                        |
| 7                      | Nagold, Calw, Neuenbürg, Herrenberg           | Wilhelm von Gültlingen | DRP                    |                        |
| 8                      | Freudenstadt, Horb, Oberndorf, Sulz           | Julius Oskar Galler    | DtVP                   |                        |
| 9                      | Balingen, Rottweil, Spaichingen, Tuttlingen   | Conrad Haußmann        | DtVP                   |                        |
| 10                     | Gmünd, Göppingen, Welzheim, Schorndorf        | Wilhelm Speiser        | DtVP                   |                        |
| 11                     | Hall, Backnang, Öhringen, Weinsberg           | Friedrich Hartmann     | DtVP                   |                        |
| 12                     | Gerabronn, Crailsheim, Mergentheim, Künzelsau | Georg Pflüger          | DtVP                   |                        |
| 13                     | Aalen, Gaildorf, Neresheim, Ellwangen         | Joseph Wengert         | Zentrum                |                        |
| 14                     | Ulm, Heidenheim, Geislingen                   | Nikolaus Bantleon      | NLP                    |                        |
| 15                     | Ehingen, Blaubeuren, Laupheim, Münsingen      | Adolf Gröber           | Zentrum                |                        |
| 16                     | Biberach, Leutkirch, Waldsee, Wangen          | Gebhard Braun          | Zentrum                |                        |
| 17                     | Ravensburg, Tettnang, Saulgau, Riedlingen     | Alfred Rembold         | Zentrum                |                        |

### Baden
| Großherzogtum Baden | Großherzogtum Baden                          | Großherzogtum Baden         | Großherzogtum Baden | Großherzogtum Baden |
| ------------------- | -------------------------------------------- | --------------------------- | ------------------- | ------------------- |
| 1                   | Konstanz, Überlingen, Stockach               | Friedrich Hug               | Zentrum             |                     |
| 2                   | Donaueschingen, Villingen                    | Hermann von Hornstein       | DKP                 |                     |
| 3                   | Waldshut, Säckingen, Neustadt im Schwarzwald | Joseph Schuler              | Zentrum             |                     |
| 4                   | Lörrach, Müllheim                            | Ernst Blankenhorn           | NLP                 |                     |
| 5                   | Freiburg, Emmendingen                        | Ludwig Marbe                | Zentrum             |                     |
| 6                   | Lahr, Wolfach                                | Friedrich Schaettgen        | Zentrum             |                     |
| 7                   | Offenburg, Kehl                              | Maximilian Wilhelm Reichert | Zentrum             |                     |
| 8                   | Rastatt, Bühl, Baden-Baden                   | Franz Xaver Lender          | Zentrum             |                     |
| 9                   | Pforzheim, Ettlingen                         | Georg Frank                 | NLP                 |                     |
| 10                  | Karlsruhe, Bruchsal                          | Markus Pflüger              | FVp                 |                     |
| 11                  | Mannheim                                     | Ernst Bassermann            | NLP                 |                     |
| 12                  | Heidelberg, Mosbach                          | Carl Emil Weber             | NLP                 |                     |
| 13                  | Bretten, Sinsheim                            | Wilhelm von Douglas         | DKP                 |                     |
| 14                  | Tauberbischofsheim, Buchen                   | Rudolf von Buol-Berenberg   | Zentrum             |                     |

### Hessen
| Großherzogtum Hessen | Großherzogtum Hessen                               | Großherzogtum Hessen             | Großherzogtum Hessen | Großherzogtum Hessen |
| -------------------- | -------------------------------------------------- | -------------------------------- | -------------------- | -------------------- |
| 1                    | Gießen, Grünberg, Nidda                            | Philipp Köhler                   | Antisemiten (Ref)    |                      |
| 2                    | Friedberg, Büdingen, Vilbel                        | Waldemar von Oriola              | NLP                  |                      |
| 3                    | Lauterbach, Alsfeld, Schotten                      | Oswald Zimmermann                | Antisemiten (Ref)    |                      |
| 4                    | Darmstadt, Groß-Gerau                              | Arthur Osann                     | NLP                  |                      |
| 5                    | Offenbach, Dieburg                                 | Carl Ulrich                      | SPD                  |                      |
| 6                    | Erbach, Bensheim, Lindenfels, Neustadt im Odenwald | Otto Hirschel                    | Antisemiten (Ref)    |                      |
| 7                    | Worms, Heppenheim, Wimpfen                         | Cornelius von Heyl zu Herrnsheim | NLP                  |                      |
| 8                    | Bingen, Alzey                                      | Albert Traeger                   | FVp                  |                      |
| 9                    | Mainz, Oppenheim                                   | Franz Jöst                       | SPD                  |                      |

### Kleinstaaten
| Großherzogtum Mecklenburg-Schwerin    | Großherzogtum Mecklenburg-Schwerin                                | Großherzogtum Mecklenburg-Schwerin | Großherzogtum Mecklenburg-Schwerin | Großherzogtum Mecklenburg-Schwerin |
| ------------------------------------- | ----------------------------------------------------------------- | ---------------------------------- | ---------------------------------- | ---------------------------------- |
| 1                                     | Hagenow, Grevesmühlen                                             | Meno Rettich                       | DKP                                |                                    |
| 2                                     | Schwerin, Wismar                                                  | Gustav von Viereck                 | DKP                                |                                    |
| 3                                     | Parchim, Ludwigslust                                              | Hermann Pachnicke                  | FVp                                |                                    |
| 4                                     | Waren, Malchin                                                    | Wilhelm von Maltzan-Wartenberg     | DKP                                |                                    |
| 5                                     | Rostock, Doberan                                                  | Gerhard von Buchka                 | DKP                                |                                    |
| 6                                     | Güstrow, Ribnitz                                                  | Wilhelm von Schlieffen             | DKP                                |                                    |
| Großherzogtum Sachsen-Weimar-Eisenach |                                                                   |                                    |                                    |                                    |
| 1                                     | Weimar, Apolda                                                    | Gottfried Kalmring                 | DRP                                |                                    |
| 2                                     | Eisenach, Dermbach                                                | Wilhelm Casselmann                 | FVp                                |                                    |
| 3                                     | Jena, Neustadt an der Orla                                        | Richard Walter                     | NLP                                |                                    |
| Großherzogtum Mecklenburg-Strelitz    |                                                                   |                                    |                                    |                                    |
| 1                                     | Neustrelitz, Neubrandenburg, Schönberg                            | Rudolf Nauck                       | DKP                                |                                    |
| Großherzogtum Oldenburg               |                                                                   |                                    |                                    |                                    |
| 1                                     | Oldenburg, Eutin, Birkenfeld                                      | Ludwig Enneccerus                  | NLP                                |                                    |
| 2                                     | Jever, Brake, Westerstede, Varel, Elsfleth, Landwürden            | Albert Traeger                     | FVp                                |                                    |
| 3                                     | Vechta, Delmenhorst, Cloppenburg, Wildeshausen, Berne, Friesoythe | Ferdinand Heribert von Galen       | Zentrum                            |                                    |
| Herzogtum Braunschweig                |                                                                   |                                    |                                    |                                    |
| 1                                     | Braunschweig, Blankenburg                                         | Wilhelm Blos                       | SPD                                |                                    |
| 2                                     | Helmstedt, Wolfenbüttel                                           | Albert Schwerdtfeger               | NLP                                |                                    |
| 3                                     | Holzminden, Gandersheim                                           | Hugo Krüger                        | NLP                                |                                    |
| Herzogtum Sachsen-Meiningen           |                                                                   |                                    |                                    |                                    |
| 1                                     | Meiningen, Hildburghausen                                         | Hermann Paasche                    | NLP                                |                                    |
| 2                                     | Sonneberg, Saalfeld                                               | Hermann Reißhaus                   | SPD                                |                                    |
| Herzogtum Sachsen-Altenburg           |                                                                   |                                    |                                    |                                    |
| 1                                     | Altenburg, Roda                                                   | Iwan Baumbach                      | DRP                                |                                    |
| Herzogtum Sachsen-Coburg-Gotha        |                                                                   |                                    |                                    |                                    |
| 1                                     | Coburg                                                            | Hermann Beckh                      | FVp                                |                                    |
| 2                                     | Gotha                                                             | Wilhelm Bock                       | SPD                                |                                    |
| Herzogtum Anhalt                      |                                                                   |                                    |                                    |                                    |
| 1                                     | Dessau, Zerbst                                                    | Richard Roesicke                   | unbestimmt liberal                 |                                    |
| 2                                     | Bernburg, Köthen, Ballenstedt                                     | Robert Friedberg                   | NLP                                |                                    |
| Fürstentum Schwarzburg-Rudolstadt     |                                                                   |                                    |                                    |                                    |
| 1                                     | Königsee, Frankenhausen                                           | Friedrich Lüttich                  | FVg                                |                                    |
| Fürstentum Schwarzburg-Sondershausen  |                                                                   |                                    |                                    |                                    |
| 1                                     | Sondershausen, Arnstadt, Gehren, Ebeleben                         | Theodor Pieschel                   | NLP                                |                                    |
| Fürstentum Waldeck-Pyrmont            |                                                                   |                                    |                                    |                                    |
| 1                                     | Waldeck, Pyrmont                                                  | Friedrich Boettcher                | NLP                                |                                    |
| Fürstentum Reuß älterer Linie         |                                                                   |                                    |                                    |                                    |
| 1                                     | Greiz, Burgk                                                      | Karl Hermann Förster               | SPD                                |                                    |
| Fürstentum Reuß jüngerer Linie        |                                                                   |                                    |                                    |                                    |
| 1                                     | Gera, Schleiz                                                     | Emanuel Wurm                       | SPD                                |                                    |
| Fürstentum Schaumburg-Lippe           |                                                                   |                                    |                                    |                                    |
| 1                                     | Bückeburg, Stadthagen                                             | Georg Langerfeldt                  | FVg                                |                                    |
| Fürstentum Lippe                      |                                                                   |                                    |                                    |                                    |
| 1                                     | Detmold, Lemgo                                                    | August Riekehof-Böhmer             | DKP                                |                                    |
| Hansestadt Lübeck                     |                                                                   |                                    |                                    |                                    |
| 1                                     | Lübeck                                                            | Heinrich Görtz                     | FVg                                |                                    |
| Freie Hansestadt Bremen               |                                                                   |                                    |                                    |                                    |
| 1                                     | Bremen, Bremerhaven                                               | Hermann Frese                      | FVg                                |                                    |
| Freie und Hansestadt Hamburg          |                                                                   |                                    |                                    |                                    |
| 1                                     | Neustadt, St. Pauli                                               | August Bebel                       | SPD                                |                                    |
| 2                                     | Altstadt, St. Georg, Hammerbrook                                  | Johann Heinrich Wilhelm Dietz      | SPD                                |                                    |
| 3                                     | Vororte und Landherrenschaften                                    | Wilhelm Metzger                    | SPD                                |                                    |

### Elsaß-Lothringen
Die parteipolitische Zuordnung der Abgeordneten folgt den Ausführungen von Hermann Hiery sowie C.-W. Reibel.
| Reichsland Elsaß-Lothringen | Reichsland Elsaß-Lothringen | Reichsland Elsaß-Lothringen            | Reichsland Elsaß-Lothringen                | Reichsland Elsaß-Lothringen |
| --------------------------- | --------------------------- | -------------------------------------- | ------------------------------------------ | --------------------------- |
| 1                           | Altkirch, Thann             | Landolin Winterer                      | Individualkandidat d. polit. Katholizismus |                             |
| 2                           | Mülhausen                   | Fernand Bueb                           | SPD                                        |                             |
| 3                           | Kolmar                      | Jacques Preiß                          | E.-L. Protestpartei                        |                             |
| 4                           | Gebweiler                   | Joseph Guerber                         | Individualkandidat d. polit. Katholizismus |                             |
| 5                           | Rappoltsweiler              | Ignatius Simonis                       | Individualkandidat d. polit. Katholizismus |                             |
| 6                           | Schlettstadt                | Otto Pöhlmann                          | DKP                                        |                             |
| 7                           | Molsheim, Erstein           | Hugo Zorn von Bulach                   | DKP                                        |                             |
| 8                           | Straßburg-Stadt             | August Bebel                           | SPD                                        |                             |
| 9                           | Straßburg-Land              | August Bostetter                       | NLP                                        |                             |
| 10                          | Hagenau, Weißenburg         | Alexander zu Hohenlohe-Schillingsfürst | DKP                                        |                             |
| 11                          | Zabern                      | Johannes Hoeffel                       | DRP                                        |                             |
| 12                          | Saargemünd, Forbach         | Jean Colbus                            | Individualkandidat d. polit. Katholizismus |                             |
| 13                          | Bolchen, Diedenhofen        | Julius Joseph Neumann                  | Individualkandidat d. polit. Katholizismus |                             |
| 14                          | Metz                        | Marie Bernhard Haas                    | Individualkandidat d. polit. Katholizismus |                             |
| 15                          | Saarburg, Château-Salins    | Peter Küchly                           | Individualkandidat d. polit. Katholizismus |                             |

## Die Fraktionen des 9.Reichstags
Im 9. Reichstag schlossen sich mehrere Abgeordnete nicht der Fraktion ihrer eigentlichen Partei an und blieben zum Teil fraktionslos. Vier DHP-Abgeordnete traten der Zentrumsfraktion bei. Da in fünf Fällen Abgeordnete ein Doppelmandat gewonnen hatten, jedoch nur das Mandat für einen Wahlkreis annehmen konnten, umfasste der Reichstag am Beginn der 9. Legislaturperiode nur 392 Mitglieder. Zunächst besaßen die Reichstagsfraktionen die folgende Stärke:
| Zentrum                 | 99 |
| Deutschkonservative     | 68 |
| Nationalliberale        | 52 |
| Sozialdemokraten        | 43 |
| Deutsche Reichspartei   | 27 |
| Freisinnige Volkspartei | 22 |
| Polen                   | 19 |
| Freisinnige Vereinigung | 13 |
| Deutsche Volkspartei    | 11 |
| Deutsche Reformpartei   | 10 |
| Fraktionslose           | 28 |

Im weiteren Verlauf der Legislaturperiode änderte sich aufgrund von Nachwahlen und Fraktionswechseln mehrfach die Stärke der einzelnen Fraktionen.